# Éruption du Huaynaputina en 1600
L'éruption du Huaynaputina en 1600 est la plus importante éruption volcanique jamais enregistrée durant les temps historiques en Amérique du Sud. Elle affecta la ville d'Arequipa et sa région, dans le sud du Pérou actuel, notamment par ses pluies de cendres.
Une étude menée en 2008 par Kenneth L. Verosub et Jake Lippman rend compte d'une famine mondiale après l'éruption du volcan. L'Huaynaputina aurait rejeté entre 16 et 32 millions de tonnes de particules dans l'atmosphère, notamment du dioxyde de soufre, ce qui a créé de l'acide sulfurique et engendré un hiver volcanique ; en conséquence, la quantité de rayonnement solaire atteignant la surface de la Terre a diminué (voir Albédo), ce qui aurait contribué à la rigueur des hivers, à la perte de récoltes et d'animaux, et à une famine désastreuse de par le globe, notamment en Russie.
Des données sur cette famine ont été récoltées de par le monde. Ainsi, les archives météorologiques de Suisse, de Lettonie et d'Estonie font part d'hivers exceptionnellement froids entre 1600 et 1602 ; en France, les vendanges de 1601 ont été tardives et en Allemagne et dans la vice-royauté du Pérou, la production de vin s'est effondrée. En Chine, les pêchers ont fleuri tard et au Japon, le lac Suwa a connu les dates de gel les plus avancées depuis 500 ans.